# Stalachtis crenice
Stalachtis crenice är en fjärilsart som beskrevs av Doubleday 1847. Stalachtis crenice ingår i släktet Stalachtis och familjen juvelvingar. Inga underarter finns listade i Catalogue of Life.